# Last Hero Inuyashiki
Last Hero Inuyashiki (jap. いぬやしき, Inuyashiki) ist eine Manga-Serie von Hiroya Oku, die zwischen 2014 und 2017 in Japan erschien. Sie ist in die Genres Science-Fiction und Seinen einzuordnen und wurde ins Deutsche und andere Sprachen übersetzt. 2017 wurde der Manga als Animeserie umgesetzt.

## Inhalt
Der 58-jährige Inuyashiki sieht für sein Alter besonders alt aus, hat keine Freunde und wird von seiner Familie missachtet. Schließlich erfährt er auch noch von seinem Arzt, dass er Krebs hat und wahrscheinlich nicht mehr lange zu leben. Da gerät er im Park in eine Explosion, nach der sein Körper durch einen mechanischen ersetzt wurde, nach außen aber noch immer die gleiche Erscheinung hat. Nachdem er einen Obdachlosen gegen einige Jugendliche verteidigt hat, entscheidet er sich seine Fähigkeiten für das Gute einzusetzen. Er kämpft gegen Kriminelle und kann mit seinen Kräften sogar Krebs heilen. Doch auch der Jugendliche Shishigami Hiro ist in die Explosion geraten, mit ähnlichen Folgen. Er jedoch will nur sich und seine Familie und Freunde schützen, gegen alle die diese bedrohen können. Andere Menschen sind ihm egal. So ermordet er Klassenkameraden, die er nicht mag, und Passanten zum Spaß. Die auf den Plan gerufene Polizei kann ihn jedoch nicht aufhalten. So kommt es schließlich auch zum Kampf Inuyashikis gegen Shishigami.

## Veröffentlichung
Die Serie erschien vom 28. Januar 2014 (Ausgabe 4/2014) bis 25. Juli 2017 (Ausgabe 16/2017) im Magazin Evening des Verlags Kodansha in Japan. Die Kapitel wurden auch in zehn Sammelbänden (Tankōbon) herausgebracht. Diese verkauften sich in den ersten Wochen nach Veröffentlichung je etwa 100.000 mal.
Eine deutsche Übersetzung erschien von Mai 2016 bis Juli 2018 bei Egmont Manga mit allen zehn Bänden. Kodansha selbst bringt die Serie in englischer Übersetzung heraus, in Frankreich erscheint er bei Editions Ki-oon und in Taiwan bei Sharp Point Press.

## Anime
Studio MAPPA adaptierte das Werk als Anime-Fernsehserie. Regie führte Keiichi Satō unterstützt von Shūhei Yabuta, während das Drehbuch von Hiroshi Seko stammt. Die 11 Folgen wurden in Japan vom 13. Oktober bis 22. Dezember 2017 nach Mitternacht (und damit am vorigen Fernsehtag) auf Fuji TVs Animeblock noitaminA und zeitgleich in den angeschlossenen Sendern Iwate Menkoi TV und Sakuranbo TV erstausgestrahlt, sowie mit bis zu einem Tag Versatz auch auf Akita TV, TV Ehime, Nagano Hōsō, TV Shizuoka, Niigata Sōgō Hōsō, TV Kumamoto, Fukushima TV, Kansai TV, TV Shin-Hiroshima, TV Nishi-Nippon, Kagoshima TV, Sendai Hōsō, Tōkai TV und Saga TV.
International wurde die Serie unter dem Titel Inuyashiki Last Hero von Amazon Prime Video als internationaler, exklusiver Streamingdienst für noitaminA im Simulcast gestreamt, u. a. mit deutschen Untertiteln. Universum Anime lizenzierte die Blu-rays und beabsichtigt diese im ersten Halbjahr 2019 zu veröffentlichen.

### Synchronisation
Die deutsche Synchronisation wurde nach dem Dialogdrehbuch und -regie von Eva Schaaf beim Neue Tonfilm München Film- und Synchronproduktion GmbH in München realisiert.
| Rolle              | japanischer Sprecher (Seiyū) | deutscher Sprecher  |
| ------------------ | ---------------------------- | ------------------- |
| Ichirō Inuyashiki  | Fumiyo Kohinata              | Christian Tramitz   |
| Hiro Shishigami    | Nijirō Murakami              | Tim Schwarzmaier    |
| Naoyuki Andō       | Kanata Hongō                 | François Goeske     |
| Shion Watanabe     | Sumire Morohoshi             | Leslie-Vanessa Lill |
| Mari Inuyashiki    | Sumire Uesaka                | Katharina von Daake |
| Marie Inuyashiki   | Hiroko Nishi                 | Dana Geissler       |
| Takeshi Inuyashiki | Ayaka Asai                   | Dylan Ciletti       |

### Musik
Die Musik zur Serie stammt von Yoshihiro Ike. Der Vorspanntitel My Hero stammt von Man with a Mission, der Abspanntitel Ai o Oshietekureta Kimi e  (愛を教えてくれた君へ) von Qaijff.

## Realfilm
Am 20. April 2018 kam ein Realfilm zu Inuyashiki in die japanischen Kinos. Regie führte Shinsuke Satō, der zuvor auch Hiroya Okus früheres Werk Gantz filmisch umsetzte. Ichirō Inuyashiki wurde von Noritake Kinashi gespielt, Hiro Shishigami von Takeru Satō.

## Rezeption
Bei Anime News Network vergleicht Jason Thompson die Serie mit Gantz, einem etwas älterem Werk des gleichen Autors. Wie dieses sei Inuyashiki voller Gewalt, beschäftige sich aber zugleich mit moralischen Fragen. Mit den üblichen Erwartungen an die Ausgangssituation, die eine Satire oder einen Rachefeldzug Inuyashikis erwarten lasse, breche Oku und entwickle schließlich eine klassische Superheldengeschichte mit einem Helden im gehobenen Alter. Jedoch wiederhole sich dann immer wieder das Muster auftauchender guter Menschen, die auf einen Bösewicht treffen, auf dass der Held sie dann rächt. Damit könne die Serie im Gegensatz zu Gantz den Spannungsbogen nicht aufrechterhalten. Ansonsten würde sie Fans der Vorgängerserie sicher auch gefallen, während andere die gleichen Kritikpunkte finden könnten. Künstlerisch sei die Serie gut umgesetzt und biete viele erschreckende Bösewichter und Body-Horror-Szenen, die durch das alltägliche Umfeld noch erschreckender wirken.